# ビジネスプロセス管理
ビジネスプロセス管理（ビジネスプロセスかんり、英: Business Process Management）、略称・BPMは、人間、組織、アプリケーション、文書といった知識に関するオペレーション的ビジネスプロセスを設計・制定・制御・分析するための手法・技術・ツールといったマネジメントと情報技術(IT)の交差する分野である。「オペレーション的ビジネスプロセス（Operational Business Process）」とは、組織が日々の業務で繰り返し行うビジネスプロセスであり、組織の責任者が行う戦略的意思決定プロセスとは正反対の概念である。1990年代に人気となったビジネスプロセス・リエンジニアリングと異なるのは、BPM では一回限りの革命的な変化ではなく、継続的なビジネスプロセスの発展を目指しているという点である。BPM は IT による管理技法を伴うことが多い。
BPM の適用範囲は、組織活動の管理対象全体であり、必要に応じてそのビジネスプロセスを改善する。そのような考え方は特に目新しくないが、ビジネスプロセス管理システム（BPMシステム）と呼ばれるソフトウェアツールの登場によって、ビジネスプロセス管理が迅速かつ安価に可能となった。BPMシステムはビジネスプロセスの実行を監視し、経営者が勘ではなくデータに基づいて分析したり変更を加えたりできるようにする。
- ビジネスプロセス管理(BPM)＝ ビジネスプロセス・リエンジニアリング(BPR) × PDCAサイクル

## ビジネスプロセス管理の活動
ビジネスプロセス管理の活動は、設計、実行、監視の3つに分けられる。

### プロセス設計
プロセス設計には、既存のビジネスプロセスの把握と新たなビジネスプロセスのシミュレーションが含まれる。このためのソフトウェアとして、グラフィカルなエディタによるプロセスの文書化、プロセスモデルを集積するリポジトリ、平均時間や費用といったパラメータを設定できるビジネスプロセスのシミュレータツールなどがある。
設計がうまくいけば、運用時の問題を低減できる。経営上のコンテキストの変化によるビジネスプロセスの変化は現在の研究領域である。ワークフローをグラフィカルに表現するソフトウェアをそのフローの実装や保守にも利用できるようにすることで、ビジネスプロセスの改善をスムーズに実現できる。

### プロセス実行
プロセスを自動化する従来からの手法は、プロセスの特定の段階を実行するアプリケーションソフトウェアを購入または開発することである。しかし、そのようなアプリケーションがプロセスの全体を正確あるいは完全に自動的に実行できることはまれである。別の手法として、ソフトウェアと人手を組み合わせて利用する。組み合わせ方式は複雑であり、プロセスの文書化も難しい。このため、プロセスの改善も困難となる。
このような問題に対処するため、ビジネスプロセス全体をコンピュータ言語で記述し、それをコンピュータが直接実行するというソフトウェアが開発されてきた。このシステムは各種アプリケーションを統合して利用し、プロセスが複雑すぎて自動化が困難な場合は人間に入力を促すメッセージを出力する。従来の方式に比べると、プロセスの定義を直接実行する方式は直観的で改善しやすい。しかし、このような自動化を行うには柔軟性のある新たなインフラストラクチャを必要とし、古くからあるIT資産上では実装できない。
商用BPMソフトウェアでは、テキストによるプロセスモデル記述よりも視覚的なプロセスモデル開発を中心とすることが多く、モデル開発の複雑性を低減しようとしている。視覚的プログラミングは生産性が高く、ユーザーにも受け入れられ易い。

### プロセス監視
個々のプロセスを監視することで、ビジネスプロセスの効率を統計的に予測することが容易になる。例えば、ある顧客からの注文処理を監視することで（注文があった日時、待ち状態となった期間、支払い状況）、問題がどこにあるかを特定し改善へとつながる。さらに、このような情報は顧客や関連業者のプロセスの改善にもつながる。統計情報の例として、顧客の注文を処理する平均時間、一ヶ月毎の注文処理数などがある。これらの統計情報は、周期、欠陥率、生産性の3種類に分類される。
監視の頻度は、そのビジネスで必要とされる情報や何を分析したいのかによって異なる。このための専用のソフトウェアツールも存在する。プロセスマイニングはプロセス監視のためのツール群である。プロセスマイニングではプロセス監視で得られたログを解析し、理想的なプロセスモデルとの比較を行い、これを使って問題点やボトルネックを探す。

## BPMシステムベンダー
主なBPMシステムのベンダーを以下にあげる。
- オープンテキスト: OpenText AppWorks
- BonitaSoft: Bonita Open Solution (fr)
- Pegasystems: Pegasystems SmartBPM (us)
- Global360: Global 360 Enterprise BPM Suite (us)
- IBM: IBM Blueworks Live
- IBM: IBM Business Process Manager (us)
- 富士通: Interstage Business Process Manager (日本)
- オラクル: Oracle BPM Suite 11g (us)
- オクトパス: Octpath | クラウド型プロセスマネジメントサービス (日本)
- クエステトラ: Questetra BPM Suite SaaS Edition (日本)
- Savvion: Savvion BusinessManager　(us)
- 日立ソリューションズ: uCosminexus Service Platform-WorkCoordinator (日本)
- Software AG: webMethods BPMS (de)
- SAP: SAP NetWeaver BPM
- TIBCO Software: TIBCO Silver BPM
- intalio: Intalio|BPM
- HandySoft: BizFlow BPM
- ビトリアテクノロジー: M3O
- HPオートノミー: HP TeleForm
- Adobe: Adobe LiveCycle Enterprise Suite
- アプレッソ: DataSpider BPM
- EMCジャパン: xCelerated Composition Platform
- JFEシステムズ: Ultimus BPM Suite
- パワード プロセス コンサルティング: Metasonic Suite
- ビービーシステム: K2 blackpearl
- セールスフォース: Visual process manager
- NTTデータイントラマート: IM-BPM

## 実際のビジネスプロセス管理
実際には、ビジネスプロセス管理は従来から改善が必要と思われてきた部門に対して適用することから始められることが多い。第一段階として、IDEFやBPMNといった技法/記法を使ってビジネスプロセスモデリングを行うところから始まる。

### 標準
- BPMN ビジネスプロセスを図示するための記法
- BPEL4WS BPMシステムで直接実行可能なプロセス記述言語
- BPML 提案されていた言語だが、BPEL4WS を優先するために開発が中断された。
- WS-BPEL 次世代 BPEL4WS
- XPDL プロセスモデリングツール間でプロセス設計を交換するための標準規格
- Wf-XML プロセスエンジン間の標準プロトコル
- WS-CDL 個々のプロセスの振る舞いを記述する言語
- BPM in spanish, english automatic translation